# Saint-Pardoux-l’Ortigier
Saint-Pardoux-l’Ortigier (okzitanisch Sent Pardós l’Urtigier) ist eine französische Gemeinde im Département Corrèze am westlichen Rand des Zentralmassivs. Die Gemeinde ist Mitglied des Gemeindeverbandes Communauté d’agglomération du Bassin de Brive. Die Einwohner nennen sich Saint-Pardousiens(iennes).

## Geografie
Tulle, die Präfektur des Départements, liegt ungefähr 20 Kilometer leicht südöstlich, Brive-la-Gaillarde etwa 21 Kilometer südlich und Uzerche rund 16 Kilometer nördlich. Die Gemeinde wird vom Fluss Maumont, einem rechten Zufluss zur Corrèze, durchflossen.

### Nachbargemeinden
Nachbargemeinden von Saint-Pardoux-l’Ortigier sind Lagraulière im Norden, Chanteix im Osten, Saint-Germain-les-Vergnes im Südosten, Sadroc im Südwesten, Saint-Bonnet-l’Enfantier im Westen und Perpezac-le-Noir im Nordwesten.

### Verkehr
Die Anschlussstelle 46 zur Autoroute A20 liegt etwa vier Kilometer nördlich.

## Wappen
Beschreibung: Das Wappen ist geviert, über dem roten Feld in 1 und 4 im oberen blauen Feldrand drei goldene Spornräder, die anderen Felder zeigen auf Blau einen goldenen Schrägbalken der von sechs goldenen fünfstrahligen Sternen begleitet wird.

## Bevölkerungsentwicklung
| Jahr      | 1962 | 1968 | 1975 | 1982 | 1990 | 1999 | 2007 | 2018 |
| Einwohner | 515  | 452  | 397  | 395  | 422  | 408  | 461  | 479  |